# Mantis (Marvel Comics)
Mantis è un personaggio dei fumetti Marvel Comics. Creata da Steve Englehart (testi) e Don Heck (disegni), è apparsa per la prima volta in The Avengers (vol. 1) n. 112 (giugno 1973).

## Storia editoriale
Mantis esordì come membro dei Vendicatori, sulle pagine dell'omonima serie nel 1973. In seguito al passaggio di Steve Engelhart alla DC Comics e poi alla Eclipse Comics, l'autore inserì nelle serie che scrisse due personaggi con le stesse caratteristiche di Mantis, ma con nomi diversi (Willow e Lorelei). Questi due personaggi vengono generalmente considerate, almeno dalla Marvel Comics, come altrettante identità della stessa Mantis, tanto che l'Official Handbook of the Marvel Universe: Avengers 2005 indica sia Willow che Lorelei come nomi alternativi della telepate germano/vietnamita.
Mantis ricomparve in Silver Surfer e fu poi reintegrata a pieno titolo nell'universo Marvel nell'arco narrativo Avengers: The Crossing del 1995.

## Biografia del personaggio

### Origini
Mantis è la figlia del supercriminale Bilancia (il tedesco Gustav Brandt, è un membro dello Zodiaco) e di una donna vietnamita. Poco dopo la sua nascita i suoi genitori sono costretti ad abbandonare la piccola presso il tempio dei Preti di Pama, una setta di sacerdoti kree, nella giungla del Vietnam. I kree si convincono che, secondo la loro religione, la bambina potrà un giorno divenire la Madonna Celestiale e, unendosi a un membro della razza dei Cotati, dare alla luce il Messia Celestiale, ovvero l'essere più potente dell'universo. Raggiunta l'età adulta però alla giovane Mantis viene praticato un lavaggio del cervello, con lo scopo di cancellare temporaneamente tutto ciò che ha appreso al tempio, e viene mandata nel mondo per fare le sue esperienze di vita. Lo Spadaccino, all'epoca appena uscito dai Vendicatori, la incontra in un bar del Vietnam dove lavora come prostituta. I due instaurano una relazione di amicizia e, quando lo Spadaccino ritorna nei Vendicatori, ne entra a far parte anche la stessa Mantis.

### Vendicatori
Al fianco dei Vendicatori combatte svariati avversari, tra cui Bilancia, suo padre, da cui apprende la storia della sua infanzia. Infatuata della Visione, viene rifiutata dall'androide, e si rende conto dei suoi sentimenti per lo Spadaccino solo quando quest'ultimo rimane ucciso. Divenuta consapevole della profezia kree accetta il suo destino di Madonna Celestiale, sposa un alieno dei Cotati che nel frattempo si è "incarnato" nel corpo del defunto Spadaccino, e lascia la Terra e i Vendicatori per portare a termine la sua gravidanza nello spazio.
Dopo aver dato alla luce un bambino di nome Sequoia (conosciuto anche come Quoi), Mantis vive per un anno sulla terra, nel Connecticut, per poi affidare il piccolo a suo padre e al suo popolo e tornare nello spazio per combattere a fianco di Silver Surfer. In seguito ad un'esplosione in cui i due rimangono coinvolti, il corpo (e la personalità) di Mantis si scindono in molte parti, ognuna delle quali contiene ora uno dei molteplici aspetti della sua personalità, che non erano più in grado di resistere assieme.

### Annihilation: Conquest
Dopo alcune brevi apparizioni nei vendicatori, Mantis prende parte alla saga cosmica Annihilation: Conquest, in cui partecipa a una missione guidata da Star-Lord, con il quale condividerà altre avventure in futuro.

### War of Kings
Nella saga del 2008 War of Kings, Mantis ha un ruolo chiave nella formazione del nuovo gruppo di salvaguardia dell'ordine cosmico dei Guardiani della Galassia. Su richiesta di Star-Lord, Mantis usa i suoi poteri telepatici per persuadere i futuri membri del gruppo a entrare nello stesso a dispetto della loro volontà. Una volta scoperto il trucco, la maggior parte dei guardiani abbandona il gruppo, e Mantis, tra i pochi a rimanere, viene promossa ad un ruolo operativo, dove può far valere, oltre ai suoi poteri mentali, anche la sua abilità nelle arti marziali e nel combattimento corpo a corpo.

## Poteri e abilità
Come risultato dell'addestramento presso i Preti di Pama, Mantis è sempre stata abile nelle arti marziali. Grazie ad esso possiede inoltre un'istintiva capacità di individuare il punto debole dell'avversario, oltre a un eccezionale controllo del proprio corpo e del proprio sistema vegetativo, e discrete capacità di guarigione. Fin dall'inizio, presenta anche abilità empatiche e telepatiche, anche se non è chiaro fino a che punto esse siano innate (il che la qualificherebbe come una mutante) o frutto dell'addestramento tra i religiosi kree.
Nel corso della sua "carriera" e dei suoi viaggi nello spazio Mantis sviluppa inoltre alcune abilità aggiuntive: grazie all'unione con la stirpe dei Cotati, una razza aliena di origine vegetale, Mantis sviluppa la capacità di comunicare con le piante e il regno vegetale; in seguito ad un'esplosione in cui rimane coinvolta nello spazio, sviluppa la capacità di separare la propria coscienza dal corpo in una sorta di proiezione astrale, con la quale può viaggiare attraverso grandi distanze, così come fondere la propria coscienza con qualunque organismo di tipo vegetale. Altri poteri che ha mostrato successivamente, sebbene non ne sia chiara l'origine, sono precognizione, pirocinesi, aumentata forza e agilità e elevate capacità di calcolo, paragonabili a quelle di un potente computer.

## Apparenza
L'aspetto di Mantis è una donna avvenente che indossa un vestito verde-giallo, un'acconciatura che imita le antenne degli insetti, e cammina sempre a piedi nudi.

## Altri media

### Cinema

#### Marvel Cinematic Universe

Mantis interpretata da Pom Klementieff in Guardiani della Galassia Vol. 2 (2017)

Mantis compare per la prima volta sul grande schermo con il volto dell'attrice francese Pom Klementieff nel secondo film dei Guardiani della Galassia. Qui è figlia di Ego il Pianeta Vivente e sorellastra di Star-Lord. Come nei fumetti, è un’empatica: nello specifico grazie alle sue antenne può provare e manipolare, entro una certa misura, le emozioni di chi tocca. Viene cresciuta da Ego, che aiuta a dormire e calmarsi con i suoi poteri, e per tale ragione lei è l'unica tra i figli di Ego ad essere stata risparmiata (malgrado anche lei non abbia ereditato i geni celestiali). Klementieff l'ha descritta come una bambina innocente, tutto per lei è nuovo e infatti quando incontra persone nuove per lei è una novità perché non sa come relazionarsi.
- Appare la prima volta in Guardiani della Galassia Vol. 2 (2017), dove fa amicizia con i Guardiani della Galassia, li avverte del pericolo di Ego il Pianeta vivente e decide di aiutarli a sconfiggere il suo malvagio padre. Una volta ucciso, si unisce perennemente ai Guardiani. Stringe un forte legame di amicizia con Drax.
- In Avengers: Infinity War (2018), insieme al suo gruppo salva Thor e successivamente si reca su Titano dove insieme a Drax, Star-Lord, Iron Man, Spider-Man, Dottor Strange e Nebula affronta il perfido Thanos, ma questi li sconfigge tutti. Dopo che il titano ha ottenuto tutte le gemme, con i suoi poteri uccide il 50% della vita nell'universo: tra questi è compresa Mantis, che si dissolve un attimo dopo aver avvertito che "qualcosa" stava per accadere.
- In Avengers: Endgame (2019), Mantis ritorna in vita grazie allo schiocco di dita di Bruce Banner e insieme a tutti quelli resuscitati, affronta l'esercito di Thanos vincendo la battaglia. Alla fine della battaglia presenzia al funerale di Iron Man e si riunisce con i Guardiani della Galassia e accoglie il loro nuovo membro: Thor.
- In Thor: Love and Thunder (2022), Mantis dopo molte avventure insieme ai Guardiani e a Thor si separa da quest'ultimo quando il Dio del Tuono decide di abbandonare la squadra per indagare su Gorr il Macellatore di Dei. In seguito parte con i suoi compagni per rispondere alle chiamate di soccorso dovute agli omicidi di Gorr in giro per il cosmo.
- Nello speciale natalizio, Guardiani della Galassia Holiday Special (2022), Mantis e Drax provano a sollevare il morale del triste Peter Quill, rapendo Kevin Bacon (di cui Peter è un grande fan). Questo regalo verrà pensato da Mantis, per accompagnare la rivelazione che lei è Quill sono fratelli, entrambi figli di Ego.
- in Guardiani della Galassia Vol. 3 (2023), Mantis e gli altri Guardiani sono attaccati da Adam Warlock e lasciano Knowhere per salvare la vita di Rocket, braccato dall’Alto Evoluzionario. Durante la missione Mantis aiuta il fratello a processare i suoi lutti ed entra in conflitto con Nebula a causa dei loro diversi caratteri. Successivamente, imprigionata dall’Alto Evoluzionario con Drax e Nebula e minacciata da tre Abilisk, riesce ad addomesticarli utilizzando i suoi poteri. Nel finale Mantis, comprendendo di non aver mai preso decisioni indipendenti dal volere altrui, decide di separarsi dai Guardiani per intraprendere un viaggio alla scoperta di sé stessa.

### Televisione
- Il personaggio compare nella serie animata Guardiani della Galassia.

### Videogiochi
- Mantis compare come personaggio giocabile in LEGO Marvel's Avengers e in LEGO Marvel Super Heroes 2.
- Compare anche in Marvel's Guardians of the Galaxy.